# Экономика Нидерландов
Экономика Нидерландов  является 17-й по величине в мире. В период с 1998 по 2000 гг. годовой прирост ВВП составлял 4 %, но затем темпы прироста несколько снизились. 
Инфляция в среднем составляет 2,1—2,6 % в год.
По рейтингу экономической свободы Нидерланды являются 16-й страной среди 157, где проводилось исследование.
Нидерланды имеют современную высокоразвитую постиндустриальную экономику. Занимая 134-е место в мире по размерам территории и 59-е по численности населения, Нидерланды продолжают входить в двадцатку стран-лидеров по совокупному объёму ВВП (в 2010 году, по оценкам Центрального бюро статистики Нидерландов, — 677 млрд евро), в десятку — по объёму ВВП на душу населения (40,7 тыс. евро) и совокупному объёму импорта и экспорта (650,1 млрд евро), в первую пятерку мировых инвесторов за рубежом в четвёрку экономических лидеров Евросоюза.

## Обзор
Экономика Нидерландов приобрела хорошую репутацию за счёт всемирно известных компаний, крупнейших фирм, концернов, таких как:
«Ройал Датч-Шелл» (добыча и переработка нефти, а также других энергоресурсов); 
«Юнилевер» (продовольственные товары, бытовая химия, косметика, парфюмерия); 
«Филипс» (бытовая электротехника, электрооборудование); 
«АКЗО-Нобель» (химические продукты), «Хооговенс» (металлургия), «Фоккер» (авиастроение), «ДАФ Тракс» (автомобилестроение), «Рейн-Схелде-Веролме» (судостроение), «Ференихде машиненфабрикен» (машиностроение). 
Эти компании имеют мировую известность, занимая места в 30 крупнейших в мире, а «Ройал Датч-Шелл» занимает в этом списке 4-е место.
В Нидерландах расположены штаб-квартиры и производственные мощности таких транснациональных и европейских компаний, как VimpelCom, Royal Dutch/Shell (нефтехимия), Unilever (бытовая химия и продовольствие), Royal Philips Electronics (электроника). Ведущие позиции в мировой экономике занимают также крупнейшие голландские компании и базирующиеся в Нидерландах транснациональные корпорации (преимущественно с голландским капиталом): «Газюни» (добыча и распределение газа), «ИНГ Груп» (страхование, финансы), «Хооговенс» (металлургия), «ДАФ Тракс» (автомобилестроение), «Рейн-Схелде-Веролме» (судостроение), «ДСМ» и «Ференигде Машиненфабрикен» (машиностроение), «Акзо-Нобел» (химическая продукция), «Аэгон» (страхование), «КПМГ» (консультативные услуги), «Кампина» (продукты питания), «Хайнекен» (пивоварение).
Что касается базовой отрасли, то тут можно упомянуть энергетику. Энергоёмкие производства в промышленности в стране развиты достаточно хорошо. Также это имеет большое значение в сельском хозяйстве, например тепличные комплексы. Широко известен экспорт тюльпанов, которые также являются своеобразным символом Нидерландов.
Экономику Нидерландов называют экспортной, так как эта страна в основном ориентируется на внешние рынки.
Основные статьи экспортапродукты химической промышленности, мясо, парниковые овощи, цветы, природный газ, изделия из металла.
Основные статьи импортанефть, автомобили, чугун и сталь, одежда, цветные металлы, пищевые продукты, различное транспортное оборудование.
Нидерландская банковская система представлена такими банками, как ING Groep N.V., ABN AMRO Bank.
По данным Минэкономразвития РФ, в 2007 году товарооборот между Россией и Нидерландами составил примерно 47 млрд долларов (в 2006 году — 38,5 млрд долл.).

### Статистика
В следующей таблице показаны основные экономические показатели за 1980—2018 гг.
Инфляция менее 2 % обозначена зелёной стрелкой.
| Год  | ВВП (ППС) (в млрд Евро) | ВВП на душу населения (ППС) (в Евро) | Рост ВВП (реальный) | Уровень инфляции (в процентах) | Безработица (в процентах) | Государственный долг (в процентах от ВВП) |
| ---- | ----------------------- | ------------------------------------ | ------------------- | ------------------------------ | ------------------------- | ----------------------------------------- |
| 1980 | 170,7                   | 12 066                               | н/д                 | н/д                            | 3,4 %                     | 44,6 %                                    |
| 1981 | ▲179,0                  | ▲12 566                              | ▼−0,5 %             | ▲6,8 %                         | ▲4,6 %                    | ▲48,0 %                                   |
| 1982 | ▲186,3                  | ▲13 015                              | ▼−1,2 %             | ▲5,8 %                         | ▲6,5 %                    | ▲53,7 %                                   |
| 1983 | ▲193,5                  | ▲13 471                              | ▲1,8 %              | ▲2,9 %                         | ▲8,3 %                    | ▲59,8 %                                   |
| 1984 | ▲202,4                  | ▲14 030                              | ▲3,1 %              | ▲3,4 %                         | ▼8,1 %                    | ▲63,4 %                                   |
| 1985 | ▲211,5                  | ▲14 593                              | ▲2,7 %              | ▲2,3 %                         | ▼7,3 %                    | ▲68,7 %                                   |
| 1986 | ▲218,3                  | ▲14 981                              | ▲3,1 %              | н/д                            | ▼6,5 %                    | ▲70,6 %                                   |
| 1987 | ▲221,7                  | ▲15 114                              | ▲1,9 %              | ▼−1,0 %                        | ▼6,3 %                    | ▲73,0 %                                   |
| 1988 | ▲231,2                  | ▲15 661                              | ▲4,6 %              | ▲0,5 %                         | ▼6,2 %                    | ▲75,5 %                                   |
| 1989 | ▲244,6                  | ▲16 474                              | ▲4,4 %              | ▲1,1 %                         | ▼5,7 %                    | ▲75,6 %                                   |
| 1990 | ▲258,8                  | ▲17 311                              | ▲4,2 %              | ▲2,5 %                         | ▲5,1 %                    | ▲76,9 %                                   |
| 1991 | ▲273,4                  | ▲18 143                              | ▲2,4 %              | ▲3,2 %                         | ▼4,8 %                    | ▼76,7 %                                   |
| 1992 | ▲285,0                  | ▲18 771                              | ▲1 7 %              | ▲1 8 %                         | ▲4 9 %                    | ▲77,4 %                                   |
| 1993 | ▲293,2                  | ▲19 177                              | ▲1,3 %              | ▲1,6 %                         | ▲5,5 %                    | ▲78,5 %                                   |
| 1994 | ▲308,1                  | ▲20 030                              | ▲3,0 %              | ▲2,1 %                         | ▲6,2 %                    | ▼75,3 %                                   |
| 1995 | ▲325,3                  | ▲21 045                              | ▲2,6 %              | ▲1,3 %                         | ▲7,1 %                    | ▼73,1 %                                   |
| 1996 | ▲341,0                  | ▲21 955                              | ▲3,6 %              | ▲1,4 %                         | ▼6,4 %                    | ▼71,2 %                                   |
| 1997 | ▲365,0                  | ▲23 378                              | ▲4,3 %              | ▲1,9 %                         | ▼5,5 %                    | ▼65,6 %                                   |
| 1998 | ▲389,3                  | ▲24 786                              | ▲4,5 %              | ▲1,8 %                         | ▼4,3 %                    | ▼62,5 %                                   |
| 1999 | ▲414,8                  | ▲26 237                              | ▲5,0 %              | ▲2,0 %                         | ▼3,5 %                    | ▼58,1 %                                   |
| 2000 | ▲448,1                  | ▲28 134                              | ▲4,3 %              | ▲2,3 %                         | ▼3,1 %                    | ▼51,4 %                                   |
| 2001 | ▲476,7                  | ▲29 708                              | ▲2,1 %              | ▲5,1 %                         | ▬3,1 %                    | ▼48,7 %                                   |
| 2002 | ▲494,5                  | ▲30 621                              | ▲0,1 %              | ▲3,9 %                         | ▲3,7 %                    | ▼48,1 %                                   |
| 2003 | ▲506,7                  | ▲31 228                              | ▲0,3 %              | ▲2,2 %                         | ▲4,8 %                    | ▲49,3 %                                   |
| 2004 | ▲523,9                  | ▲32 179                              | ▲2,0 %              | ▲1,4 %                         | ▲5,7 %                    | ▲49,6 %                                   |
| 2005 | ▲545,6                  | ▲33 431                              | ▲2,2 %              | ▲1,4 %                         | ▲5,9 %                    | ▼48,9 %                                   |
| 2006 | ▲579,2                  | ▲35 434                              | ▲3,5 %              | ▲1,6 %                         | ▼5,0 %                    | ▼44,5 %                                   |
| 2007 | ▲613,3                  | ▲37 436                              | ▲3,7 %              | ▲1,6 %                         | ▼4,2 %                    | ▼42,4 %                                   |
| 2008 | ▲639,2                  | ▲38 864                              | ▲1,7 %              | ▲2,2 %                         | ▼3,7 %                    | ▲54,5 %                                   |
| 2009 | ▼617,5                  | ▼37 359                              | ▼−3,8 %             | ▲1,0 %                         | ▲4,3 %                    | ▲56,5 %                                   |
| 2010 | ▲631,5                  | ▲38 008                              | ▲1,3 %              | ▲0,9 %                         | ▲5,0 %                    | ▲59,3 %                                   |
| 2011 | ▲642,9                  | ▲38 515                              | ▲1,6 %              | ▲2,5 %                         | ▬5,0 %                    | ▲61,6 %                                   |
| 2012 | ▲645,2                  | ▼38 506                              | ▼−1,0 %             | ▲2,8 %                         | ▲5,8 %                    | ▲66,3 %                                   |
| 2013 | ▲652,7                  | ▲38 844                              | ▼−0,1 %             | ▲2,6 %                         | ▲7,3 %                    | ▲67,8 %                                   |
| 2014 | ▲663,0                  | ▲39 313                              | ▲1,4 %              | ▲0,3 %                         | ▲7,4 %                    | ▲68,0 %                                   |
| 2015 | ▲683,5                  | ▲40 353                              | ▲2,0 %              | ▲0,2 %                         | ▼6,9 %                    | ▼64,6 %                                   |
| 2016 | ▲702,6                  | ▲41 259                              | ▲2 2 %              | ▲0 1 %                         | ▼6 0 %                    | ▼61 8 %                                   |
| 2017 | ▲737,0                  | ▲43 001                              | ▲2,9 %              | ▲1,3 %                         | ▼4,9 %                    | ▼56,7 %                                   |
| 2018 | ▲772,7                  | ▲44 950                              | ▲2,5 %              | ▲2,3 %                         | ▼3,8 %                    | ▼54,4 %                                   |

## История
В 2002 году Нидерланды ввели общеевропейскую валюту евро, заменив ею гульден.
К 2011 году, после  кризиса, Нидерланды в целом преодолели кризисную рецессию; в стране начался процесс постепенного экономического роста, однако он остаётся очень слабым. Страна продолжает медленно терять позиции в мировых финансовых рейтингах, а уровень безработицы, по прогнозам, достигнет 8 % в 2014 году. Последнее объясняется тем, что население Нидерландов растёт практически теми же темпами, а иногда и быстрее чем, ВВП страны.

## Сельское хозяйство
Сельское хозяйство в Нидерландах является высокоинтенсивным и значимым сектором экономики,
хотя в нём в 2005 году было занято всего около 1,0 % населения страны и производилось не более 1,6 % ВВП. В 2005 году сельскохозяйственный экспорт превысил 17 млрд евро (более 6 % товарного экспорта страны), около 80 % экспорта потребляют страны Евросоюза (Германия — 25 %, Великобритания — 12 %).
В структуре аграрного экспорта преобладают овощи и цветы (12 млрд евро) и продукты молочного животноводства (5 млрд евро).
Земельные угодья. Земли сельскохозяйственного назначения занимают около 65 % территории страны. Около 27 % сельскохозяйственных угодий занято пахотными землями, 32 % — пастбищами и 9 % покрыто лесами. Доля пастбищ непрерывно падает, с 1995 по 2005 года эти угодья сократились на 8,2 %, что связано в основном с расширением жилищного строительства.
Несмотря на то, что почвы являются подзолистыми и неплодородными (за исключением прибрежных зон Северного моря), за ними в Нидерландах ухаживают тщательно, кроме того, по количеству вносимых минеральных удобрений на 1 гектар страна в 2005 году занимала первое место в мире. Таким образом, сельское хозяйство в Нидерландах характеризуется как высокопродуктивное.
Растениеводство. В некоторых районах страны преобладает цветоводство. Выращивается также картофель, сахарная свёкла и зерновые культуры. Важная статья экспорта — высококачественные парниковые и консервированные овощи.
Животноводство. Пятое место в Европе по производству масла и четвёртое по производству сыра. Наиболее распространено пастбищное животноводство, на польдерах выпасается более 4,5 миллиона голов крупного рогатого скота (около 3,5 % от скота ЕС). Молочное стадо в 2005 году насчитывало около 1,4 миллионов голов (в середине 1980-х было около 2,5 миллионов голов), продуктивность стада очень велика — средние надои составляют более 9 тысяч литров молока в год.
Тепличное хозяйство. По площадям, отведённым под тепличное хозяйство, Нидерланды занимают первое место в мире. С 1994 года по 2005 год площадь теплиц возросла с 13 до 15 тысяч гектаров, обогреваются теплицы обычно при помощи местного природного газа. 60 % защищённого грунта отведено под цветоводство.

## Промышленность
Важнейшие отрасли:
- Машиностроение
- Нефтехимия
- Авиастроение
- Судостроение
- Чёрная металлургия
- Текстильная промышленность
- Мебельная промышленность
- Целлюлозно-бумажная промышленность
- Производство пива
- Производство одежды.

Тяжёлая индустрия — нефтепереработка, химическое производство, чёрная металлургия и машиностроение сосредоточены в прибрежных районах, особенно в Роттердаме, а также в Эймяйдене, Дордрехте, Арнеме, Эйндховене и Наймегене. Все эти города стоят на судоходных реках или каналах.
Развито также производство шоколада, сигар, джина, пива.
Известной отраслью, несмотря на скромные масштабы, является обработка алмазов в Амстердаме.

### Добывающая промышленность
Важное значение имеет добыча природного газа (10-е место по добыче в мире (2011)). 

Газовое месторождение в провинции Гронинген, базовое для западноевропейских рынков (рекордная добыча на Гронингене в 2013 году составила 53,8 млрд кубометров); по трубопроводам газ распределяется оттуда по всей стране и на экспорт.
В 2010-х там возникли очень серьезные проблемы: из-за хищнической добычи операторами проекта в лице Shell и ExxonMobil в регионе резко возросла сейсмоактивность. Как результат — два серьезных землетрясения — сначала в 2012-м, потом в 2018 году. Последовало распоряжение правительства Нидерландов о сокращении добычи сначала до 12 млрд кубометров к 2022 году, а далее и полное ее прекращение.
До 1975 года в провинции Лимбург добывали уголь.
В городах Хенгело и Делфзейл работали соляные шахты с объёмом добычи 4 миллиона тонн в год.

## Энергетика
Доказанные извлекаемые запасы природных энергоносителей Нидерландов в соответствии с информацией U.S. Energy Information Administration  (на сентябрь 2015 г.) и данными EES EAEC оцениваются в объеме  1,453 млрд тут (в угольном эквиваленте) или 0,11 % от общемировых (179 стран мира). Запасы природного газа (на 1 января 2013 г.) — 1,399 млрд. тут, что составляет 96,3 % от названных доказанных запасов, что в течение продолжительного времени обеспечивало Нидерландам статус нетто-экспортера этого энергоносителя.
Энергетическая зависимость* Нидерландов  по агрегированным группам энергоносителей и в целом в соответствии с данными Eurostat характеризуется следующей диаграммой

Энергетическая зависимость Нидерландов, 1990-2019 гг., проценты

*Примечания: 1. Энергетическая зависимость показывает, в какой степени экономика зависит от импорта для удовлетворения своих энергетических потребностей. Рассчитывается из отношения  импорта-нетто (импорт минус экспорт) на сумму валового внутреннего потребления первичных энергоносителей   и бункерного топлива. 2. Отрицательное значение указывает на чистого экспортера: страну, которая экспортирует больше топлива, чем потребляет. 
Из данных Eurostat на 24 января 2021 г., представленных в таблице 1 вытекают следующие принципиальные особенности современного энергетического хозяйства страны. В общем объеме производства первичной энергии 72,3% производство природного газа. На долю возобновляемых источников энергии (ВИЭ), включающей биотопливо, приходится 18,8%.  Нидерланды являются нетто-импортером по всем энергоносителям, включая электроэнергию,  кроме группы ВИЭ с учетом биотоплива. В структуре общей поставки — почти 72 млн. тонн нефтяного эквивалента (toe) природный газ и сырая нефть и нефтепродукты составляют соответственно  44,5 % и  36,2 %. Конечное энергетическое потребление за 2019 г. - 44,7 млн toe, 29,9% которого приходится на промышленность, 24,5 % — на  транспорт и 45,6% — на другие сектора.
| Таблица 1. Отдельные статьи ТЭБ Нидерландов за 2019 г., тыс. тонн нефтяного эквивалента |                                |         |        |                |                                     |                 |           |                |
| Энергоносители                                                                          | Производство первичной энергии | Экспорт | Импорт | Общая поставка | Конечное энергетическое потребление | Промыш-ленность | Транспорт | Другие сектора |
| Электроэнергия                                                                          | --                             | 1681    | 1754   | 74             | 9420                                | 3071            | 203       | 6146           |
| Теплоэнергия                                                                            | 216                            | --      | --     | 216            | 2126                                | 1535            | --        | 591            |
| Производные газов                                                                       | --                             | --      | --     | --             | 460                                 | 460             | --        | --             |
| Природный газ                                                                           | 23944                          | 34158   | 42489  | 32046          | 16588                               | 5026            | 64        | 11498          |
| Невозобновляемые отходы                                                                 | 681                            | 36      | 170    | 815            | 39                                  | --              | --        | 39             |
| Ядерное тепло                                                                           | 910                            | --      | --     | 910            | --                                  | --              | --        | --             |
| Сырая нефть и нефтепродукты (без биотоплива)                                            | 1146                           | 105890  | 148419 | 26047          | 13977                               | 3016            | 10050     | 912            |
| Сланец и битуминозный песок                                                             | --                             | --      | --     | --             | --                                  | --              | --        | --             |
| Торф и продукты из торфа                                                                | --                             | --      | --     | --             | --                                  | --              | --        | --             |
| Возобновляемые и биотопливо                                                             | 6220                           | 1532    | 785    | 5433           | 1989                                | 181             | 616       | 1191           |
| Твердое органическое топливо                                                            | 0                              | 100     | 6657   | 6419           | 83                                  | 79              |           | 4              |
| Всего                                                                                   | 33116                          | 143398  | 200275 | 71960          | 44683                               | 13369           | 10933     | 20381          |
| Доля электроэнергии                                                                     | --                             | 1,17%   | 0,88%  | --             | 21,08%                              | 22,97%          | 1,86%     | 30,16%         |

Уровни электрификации (доли потребления электроэнергии) в конечном энергетическом потреблении -— 21,1 %, промышленности — почти 23 %, транспорт — 1,9 % и в других секторах — 30,2 %.

## Транспорт
Плоский рельеф создает благоприятные условия для развития сети дорог, но большое число рек и каналов создает определённые трудности и риски в дорожном строительстве.
- Общая длина железнодорожной сети составляет 2753 километра (из них электрифицированы 68 % — 1897 км).
- Общая длина автомобильных дорог — 111 891 км.
- Общая длина судоходных рек и каналов — 5052 км.

Важную роль в экономике страны также играет океанское судоходство (порт Роттердама — крупнейший транспортный узел Европы). Нидерланды перерабатывают значительную часть европейских грузопотоков. Авиакомпания KLM обслуживает многие международные маршруты. Аэропорт Схипхол, расположенный в Амстердаме, по величине грузопотоков занимает одно из лидирующих положений среди стран Западной Европы.

## Доходы населения
По состоянию на 2017 год средний размер оплаты труда в Нидерландах составляет 2855 евро ($3207,06, брутто) и  €2152 ($2417,33, нетто) в месяц. Правительство Нидерландов корректирует размер минимальной заработной платы два раза в год, 1 января и 1 июля, в соответствии с изменениями средней, коллективно согласованной заработной платы в Нидерландах.
С 1 января 2020 года минимальный размер оплаты труда для лиц старше 21 года в Нидерландах составляет 1653,60 евро (брутто) и 1523 евро (нетто) в месяц.